# Mille Miglia

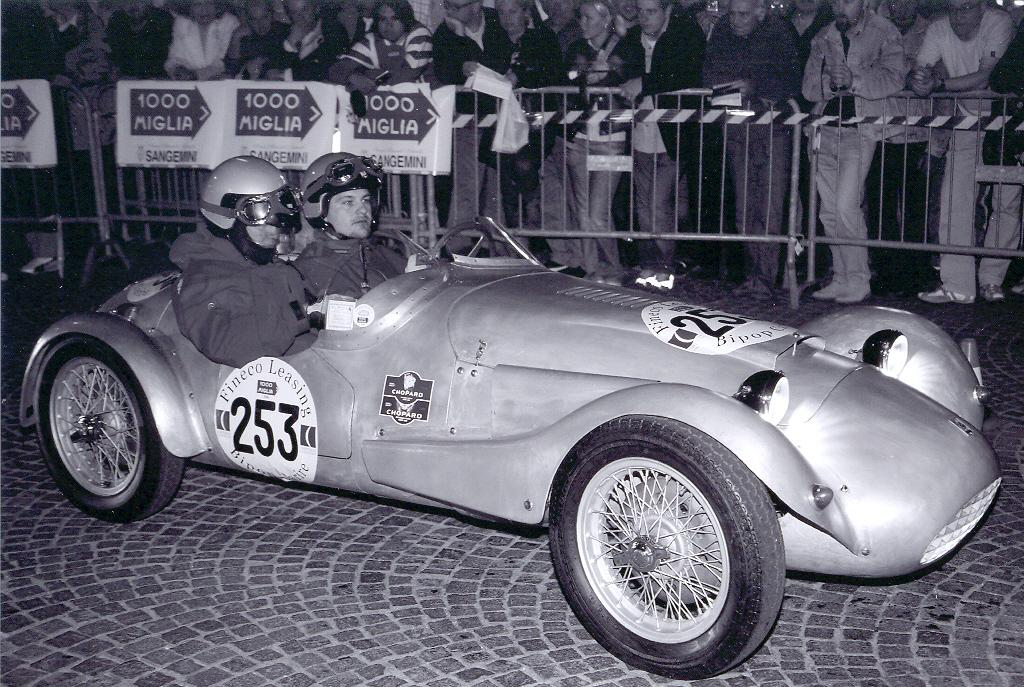
Bandini 750 během závodu

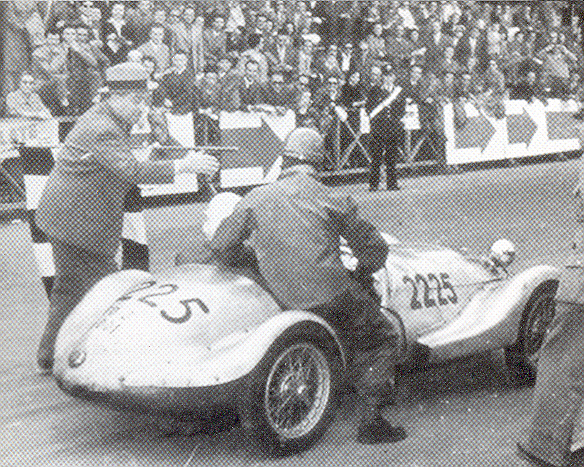
Bandini 750

Mille Miglia (Tisíc mil) byl automobilový vytrvalostní silniční závod v Itálii. Konal se 24× od roku 1927 do 1957, 13× před II. světovou válkou a 11× od roku 1947.
Myšlenka závodu a jeho první organizace patří mladým hrabatům Aymo Maggimu a Franco Mazzottimu, jako odpověď na to, že jejich Brescia ztratila italskou Grand Prix. Spolu s bohatými společníky vybral trasu z Brescie do Říma a zpět. Trasa měla tvar osmičky a délku okolo 1500 km - 1000 římských mil. První závod se konal 26.-27. března 1927 a startovalo kolem 75 vozů - a pouze Italové. Vítěz dojel s časem kratším než 21 hodin a 5 minut.
Závod byl dočasně přerušen Mussolinim po nehodě v roce 1938, kdy bylo zabito několik diváků.
Stirling Moss vytvořil traťový rekord v roce 1955 s vozem Mercedes-Benz 300 SLR a dojel s časem 10 hodin 7 minut a 48 sekund. Moss a jeho navigátor Denis Jenkinson si projeli trať předem a Jenkins si sepsal poznámky k trati na 15 stop dlouhý papír, který četl a tak pomáhal Mossovi během závodu. (I když jeho asistence nepochybně pomohla, Mossovy schopnosti byly určitě důležitější. Mělo by být zmíněno, že Moss soupeřil i s řidiči, kteří trasu dobře znali, a tedy průjezd trasy před závodem byl spíše srovnáním šancí, než jeho výhodou.)
Po smrtelné nehodě v roce 1957, při které přišli o život dva jezdci (španělský řidič Alfonso de Portago a jeho americký navigátor Nelson) a jedenáct diváků, byl závod zakázán.
Mille Miglia vynesla na výsluní slávy sportovní vozy Gran Turismo jako jsou Ferrari a Porsche.
Od roku 1977 se pod jménem Mille Miglia Storica koná přehlídka vozů vyrobených do roku 1957.

## Vítězové Mille Miglia
- 1927 (26.-27. března / 1628,200 km)

1° Ferdinando Minoia / Giuseppe Morandi - OM 665 S spyder (1991 cm³) - 21h04'48"1/5 - 77,238 km/h
2° Timo Danieli / Renato Balestrero - OM 665 S spyder (1991 cm³) - 21h20'53"3/5 - 76,268 km/h
3° Mario Danieli / Archimede Rosa - OM 665 S spyder (1991 cm³) - 21h28'02"1/5 - 75,845 km/h
- 1928 (31. března - 1. dubna / 1618,200 km)

1° Giuseppe Campari / Guilio Ramponi - Alfa Romeo 6c1500 SS spyder Zagato (1485 cm³) - 19h14'05"4/5 - 84,128 km/h
2° Archimede Rosa / Franco Mazzotti Biancinelli - Om 665 SMM spyder (1991 cm³) - 19h22'22"2/5 - 83,529 km/h
3° Ermenegildo Strazza / Attilio Varallo - Lancia Lambda 221 spyder passo corto Casaro (2569 cm³) - 19h37'37"2/5 - 82,447 km/h
- 1929 (13.-14. dubna / 1621,000 km)

1° Giuseppe Campari / Guilio Ramponi - Alfa Romeo 6c1750 SS spyder Zagato (1752 cm³) - 18h04'25" - 89,688 km/h
2° Giuseppe Morandi / Archimede Rosa - OM 665 SMM spyder (1991 cm³) - 18h14'14" - 88,884 km/h
3° Achille Varzi / Gioacchino Colombo - Alfa Romeo 6c1750 SS spyder Zagato (1752 cm³) - 18h16'14"2/5 - 88,721 km/h
- 1930 (12.-13. dubna / 1639,000 km)

1° Tazio Nuvolari / Giovanni Battista Guidotti - Alfa Romeo 6c1750 GS spyder Zagato (1752 cm³) - 16h18'59"2/5 - 100,450 km/h
2° Achille Varzi / Carlo Canavesi - Alfa Romeo 6c1750 GS spyder Zagato (1752 cm³) - 16h29'51" - 99,348 km/h
3° Giuseppe Campari / Attilio Marinoni - Alfa Romeo 6c1750 GS spyder Zagato (1752 cm³) 16h59'53"3/5 - 96,421 km/h
- 1931 (11.-12. dubna / 1635,500 km)

 1° Rudolf Caracciola / Wilhelm Sebastian - Mercedes-Benz SSKL spyder (7069 cm³) - 16h10'10" - 101,147 km/h
2° Giuseppe Campari / Attilio Marinoni - Alfa Romeo 6c1750 GS Testa Fissa spyder Zagato (1752 cm³) - 16h21'17" - 100,001 km/h
3° Giuseppe Morandi / Archimede Rosa - Om 665 SSMM spyder (2221 cm³)- 16h28'35" - 99,263 km/h
- 1932 (9.-10. dubna / 1639,700 km)

1° Baconin Borzacchini / Amedeo Bignami - Alfa Romeo 8c2300 spyder Touring (2336 cm³) - 14h55'19"2/5 - 109,884 km/h
2° Carlo Felice Trossi / Antonio Brivio - Alfa Romeo 8c2300 spyder Zagato (2336 cm³) - 15h10'59" -
107,995 km/h
3° Luigi Scarfiotti / Guido D'Ippolito - Alfa Romeo 6c1750 GS Testa Fissa spyder Zagato - 15h44'41"3/5 - 104,141 km/h
- 1933 (8.-9. dubna/ Km 1650,000)

1° Tazio Nuvolari / Decimo Compagnoni - Alfa Romeo 8c2300 spyder Zagato (2336 cm³) - 15h11'50" - 108,572 km/h
2° Carlo Castelbarco / Franco Cortese - Alfa Romeo 8c2300 Monza spyder (2336 cm³) - 15h38'22"2/5 - 105,501 km/h
3° Piero Taruffi / Aurelio Pellegrini Quarantotti - Alfa Romeo 8c2300 spyder Zagato (2336 cm³) - 16h00'57" - 103,023 km/h
- 1934 (8.-9. dubna / 1615,700 km)

1° Achille Varzi / Amedeo Bignami - Alfa Romeo 8c2600 Monza spyder Brianza (2557 cm³) - 14h08'05" - 114,307 km/h
2° Tazio Nuvolari / Eugenio Siena - Alfa Romeo 8c2300 Monza spyder (2336 cm³) - 14h16'58" - 113,122 km/h
3° Louis Chiron / Archimede Rosa - Alfa Romeo 8c2600 Monza spyder Brianza (2557 cm³) - 15h24'00" - 104,915 km/h
- 1935 (14.-15. dubna / 1615,700 km)

1° Carlo Pintacuda / Alessandro Della Stufa - Alfa Romeo Tipo B spyder (2905 cm³) - 14h04'47" - 114,753 km/h
2° Mario Tadini / Leopoldo Chiari - Alfa Romeo 8c2600 Monza spyder (2557 cm³) - 14h46'38" - 109,337 km/h
3° Gianni Battaglia / Giuseppe Tuffanelli - Alfa Romeo 8c2600 Monza spyder (2557 cm³) - 15h04'08" - 107,220 km/h
- 1936 (5.-6. dubna / 1597,000 km)

1° Antonio Brivio / Carlo Ongaro - Alfa Romeo 8c2900A spyder (2905 cm³) - 13h07'51" - 121,622 km/h
2° Giuseppe Farina / Stefano Meazza - Alfa Romeo 8c2900A spyder (2905 cm³) - 13h08'23" - 121,539 km/h
3° Carlo Pintacuda / Aldo Stefani - Alfa Romeo 8c2900A spyder (2905 cm³) - 13h44'17" - 116,246 km/h
- 1937 (4.-5. dubna / 1640,000 km)

1° Carlo Pintacuda / Paride Mambelli - Alfa Romeo 8c2900A spyder (2905 cm³) - 14h17'32" - 114,747 km/h
2° Giuseppe Farina / Stefano Meazza - Alfa Romeo 8c2900A spyder (2905 cm³) - 14h35'11" - 112,433 km/h
3° Laury Schell / René Carrière - Delahaye 135MS spyder (3558 cm³)- 14h54'55" - 109,954 km/h
- 1938 (3.-4. dubna / 1621,270 km)

1° Clemente Biondetti / Aldo Stefani - Alfa Romeo 8c2900B spyder Touring (2905 cm³) - 11h58'29" - 135,391 km/h
2° Carlo Pintacuda / Paride Mambelli - Alfa Romeo 8c2900B spyder Touring (2905 cm³) - 12h00'31" - 135,008 km/h
3° Piero Dusio / Rolando Boninsegni - Alfa Romeo 8c2900B spyder (2905 cm³) - 12h37'31" - 128,414 km/h
- 1940 (28. dubna / 1486,000 km /circuito stradale)

1° Friz Huschke von Hanstein / Walter Baumer - BMW 328 coupé (1971 cm³) - 8h54'46"3/5 - 166,723 km/h
2° Giuseppe Farina / Paride Mambelli - Alfa Romeo 6c2500 Super Sport spyder Touring (2443 cm³) - 9h10'16"2/5 - 162,028 km/h
3° Adolf Brudes / Ralph Roese - BMW 328 spyder (1971 cm³) - 9h13'27"3/5 - 161,095 km/h
- 1947 (21.-22. června / 1827,000 km)

1°Clemente Biondetti / Emilio Romano - Alfa Romeo 8c2900B coupé Touring (2905 cm³) - 16h16'39" - 112,240 km/h
2° Tazio Nuvolari / Francesco Carena - Cisitalia 202 SMM spyder (1089 cm³) - 16h32'35" - 110,439 km/h
3° Inico Bernabei / Tullio Pacini - Cisitalia 202 MM coupé (1089 cm³) - 16h38'17" - 109,808 km/h
- 1948 (2.-3. května / 1830,000 km)

1° Clemente Biondetti / Giuseppe Navone - Ferrari 166 S coupé Allemano (1995 cm³) - 15h05'44" - 121,227 km/h
2° Alberto Comirato / Lia Comirato Dumas - Fiat-Comirato 1100 Sport spyder (1089 cm³) - 16h33'08" - 110,559 km/h
3° Francesco Apruzzi / Angelo Apruzzi - Fiat 1100 S coupé (1089 cm³) - 16h52'30" - 108,444 km/h
- 1949 (24.-25. dubna / 1593,000 km)

1° Clemente Biondetti / Ettore Salani - Ferrari 166 MM spyder Touring (1995 cm³) - 12h07'05" - 131,456 km/h
2° Felice Bonetto / Francesco Cassani - Ferrari 166 MM spyder Touring (1995 cm³) - 12h35'07" - 126,576 km/h
3° Franco Rol / Vincenzo Richiero - Alfa Romeo 6c2500 competizione coupé (2443 cm³) - 12h51'10" - 123,942 km/h
- 1950 (23.-24. dubna / 1682,500 km)

1° Giannino Marzotto / Marco Crosara - Ferrari 195 S coupé Touring (2341 cm³) - 13h39'20" - 123,209 km/h
2° Teodoro Serafini / Ettore Salani - Ferrari 195 S spyder Touring (2341 cm³) - 13h46'53" - 122,084 km/h
3° Juan Manuel Fangio / Augusto Zanardi - Alfa Romeo 6c2500 competizione coupé (2443 cm³) - 14h02'05" - 119,881 km/h
- 1951 (28.-29. dubna / 1564,000 km)

1° Luigi Villoresi / Pasquale Cassani - Ferrari 340 America coupé Vignale (4102 cm ³) - 12h50'18" - 121,822 km/h
2° Giovanni Bracco / Umberto Maglioli - Lancia Aurelia B20-2000 coupé Pininfarina (1991 cm³) - 13h10'14" - 118,749 km/h
3° Piero Scotti / Amos Ruspaggiari - Ferrari 212 Export spyder Motto (2563 cm³) - 13h22'04" - 116,997 km/h
- 1952 (3.-4. května / 1564,000 km)

1° Giovanni Bracco / Alfonso Rolfo - Ferrari 250 S coupé Vignale (2953 cm³) - 12h09'45" - 128,591 km/h
2° Karl Kling / Hans Klenk - Mercedes 300 SL coupé (2996 cm³) - 12h14'17" - 127,798 km/h
3° Luigi Fagioli / Vincenzo Borghi - Lancia Aurelia B20-2000 coupé Pininfarina (1991 cm³) - 12h40'05" - 123,460 km/h
- 1953 (25.-26. dubna / 1512,000 km)

1° Giannino Marzotto / Marco Crosara - Ferrari 340 America spyder Vignale (4102 cm³) - 10h37'19" - 142,347 km/h
2° Juan Manuel Fangio / Giulio Sala - Alfa Romeo 6c3000 CM coupé Colli (3495 cm³) - 10h49'03" - 139,773 km/h
3° Felice Bonetto / U. Peruzzi - Lancia D20 coupé Pininfarina (2962 cm³) - 11h07'40" - 135,876 km/h
- 1954 (1.-2. května / 1597,000 km)

1° Alberto Ascari - Lancia D24 Carrera spyder Pininfarina (3284 cm³) - 11h26'10" - 139,645 km/h
2° Vittorio Marzotto - Ferrari 500 Mondial spyder Scaglietti (1985 cm³) - 12h00'01" - 133,080 km/h
3° Luigi Musso / Augusto Zocca - Maserati A6GCS/53 spyder (1986 cm³) - 12h00'10" - 133,052 km/h
- 1955 (30. dubna - 1. května / 1597,000 km)

1° Stirling Moss / Denis Jenkinson - Mercedes-Benz 300 SLR spyder (2982 cm³) - 10h07'48" - 157,650 km/h
2° Juan Manuel Fangio - Mercedes-Benz 300 SLR spyder (2982 cm³) - 10h39'33" - 149,824 km/h
3° Umberto Maglioli / Luciano Monteferrario - Ferrari 118 LM spyder Scaglietti (3747 cm³) - 10h52'47" - 146,786 km/h
- 1956 (28.-29. dubna / 1597,000 km)

1° Eugenio Castellotti - Ferrari 290 Mille Miglia spyder Scaglietti (3491 cm³) - 11h37'10" - 137,442 km/h
2° Peter Collins / Louis Klementaski - Ferrari 860 Monza spyder Scaglietti (3432 cm³) - 11h49'28" - 135,059 km/h
3° Luigi Musso - Ferrari 860 Monza spyder Scaglietti (3432 cm³) - 12h11'49" - 130,934 km/h
- 1957 (11.-12. května / 1597,000 km)

1° Piero Taruffi - Ferrari 315 S spyder Scaglietti (3783cm³) - 10h27'47" - 152,632 km/h
2° Wolfgang von Trips - Ferrari 315 S spyder Scaglietti (3783cm³) - 10h30'48" - 151,902 km/h
3° Olivier Gendebien / Jacques Washer- Ferrari 250 GT berlinetta Scaglietti (2953 cm³) - 10h35'53" - 150,688 km/h